# Старынкевич, Сократ Иванович
Сокра́т Ива́нович Старынкевич (18 (30) декабря 1820, Таганрог — 10 (23) августа 1902, Варшава) — президент (городской голова) Варшавы, генерал от артиллерии.

## Биография
Родился в Таганроге в семье Ивана Александровича Старынкевича.
Окончив Московский дворянский институт, поступил в службу 11 февраля 1836 года. Окончил Артиллерийское училище и офицерские классы этого училища, произведён в прапорщики (14 апреля 1840 года), затем в подпоручики (1 июля 1841 года) и поручики (6 июля 1842 года).
Служил старшим адъютантом 2-го конно-артиллерийского дивизиона (с 2 октября 1845 года по 12 июля 1847 года), затем адъютантом при дежурном генерале действующей армии (с 8 октября 1848 года по 1 июля 1849 года). Участник Венгерской кампании 1848 года.
С 1 февраля 1857 года по 28 сентября 1862 года Старынкевич являлся начальником отделения и дежурным штаб-офицером при начальнике главного штаба 1-й армии; 1 января 1859 года за отличие он был произведён в полковники.
С 2 мая 1863 года по 30 августа 1868 года занимал должность управляющего канцелярией Новороссийского и Бессарабского генерал-губернатора П. Е. Коцебу, затем был назначен херсонским губернатором. 24 октября 1863 года произведён в генерал-майоры со старшинством на основании Манифеста 1762 года (с момента производства сверстников в чине полковника; впоследствии установлено с 27 марта 1868 года). 11 ноября 1871 года вышел в отставку. Некоторое время управлял поместьями князя Демидова-Сан-Донато в Подольской и Киевской губерниях и сумел сильно увеличить доход от них.

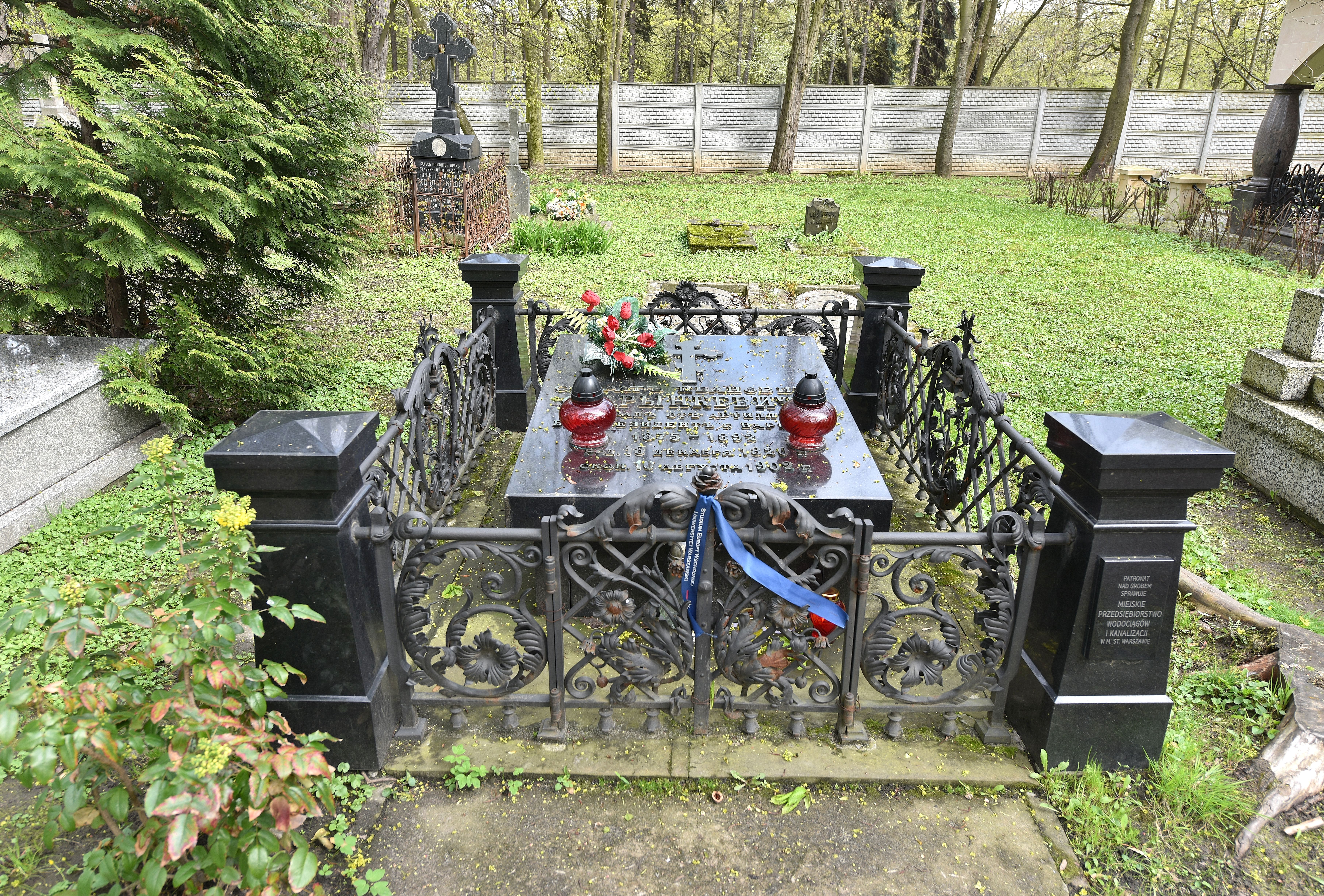
Могила С. И. Старынкевича на православном кладбище Варшавы

16 октября 1875 года вновь принят на службу (со старшинством в чине генерал-майора с 20 марта 1870 года), по предложению Варшавского генерал-губернатора Коцебу получив назначение президентом Варшавы. 30 августа 1879 года произведён в генерал-лейтенанты. Был инициатором проведения в городе водопровода и системы канализации, а также конки. За 17 лет правления Старынкевича были вымощены улицы Варшавы, устанавливалось освещение, разбивались городские скверы, был построен газовый завод. Имел репутацию честного и порядочного в своей финансовой деятельности администратора. 30 августа 1892 года произведён в генералы от артиллерии с увольнением от службы с мундиром и пенсией, остался жить в Варшаве.

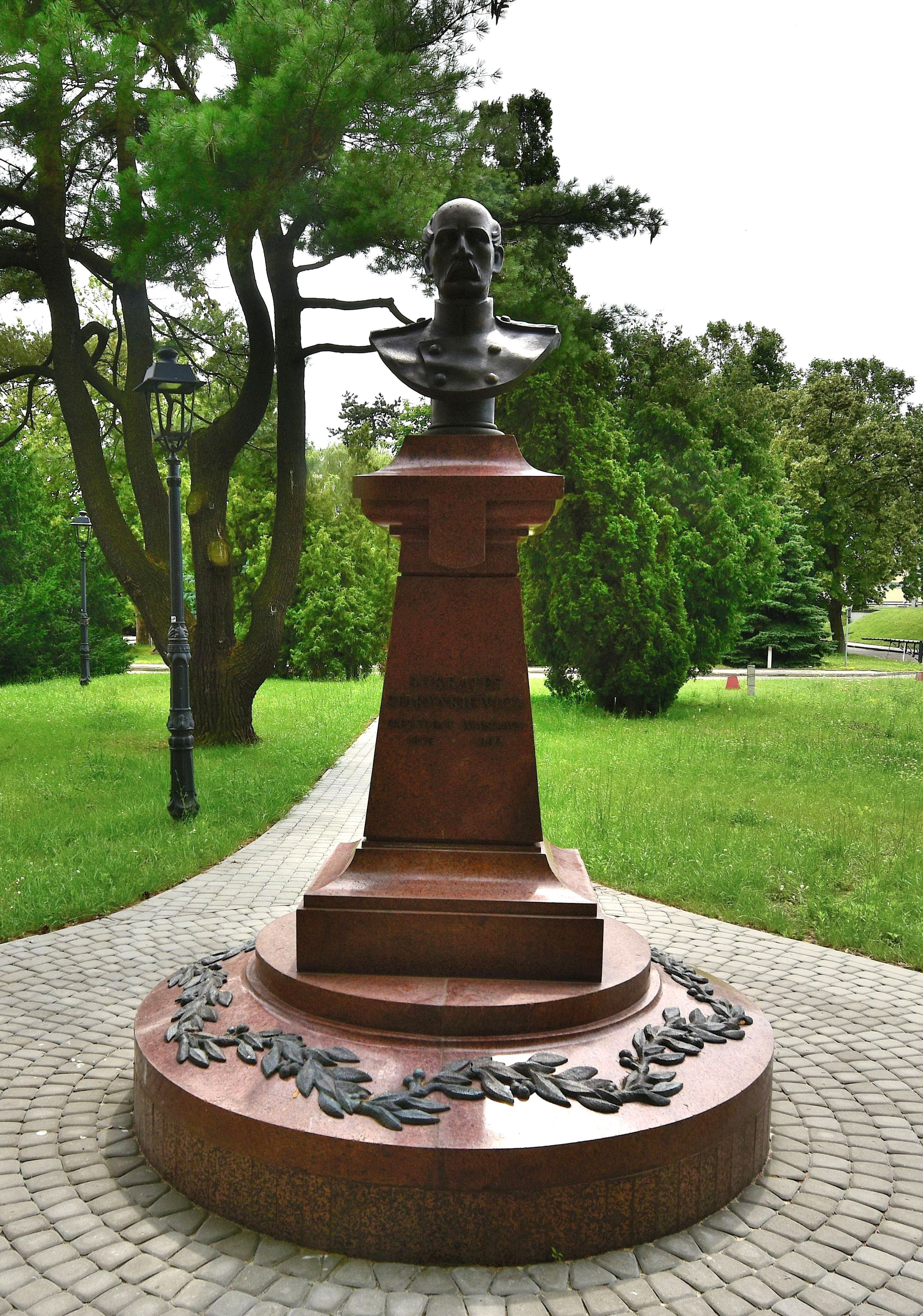
Памятник Сократу Старынкевичу в Варшаве

Умер в 1902 году, похоронен на православном кладбище в Варшаве.
В 1907 году в Варшаве установили памятник Старынкевичу — бронзовый бюст на постаменте розового подольского мрамора. Это был единственный памятник русскому деятелю, уцелевший во времена II Польской Республики. Во время немецкой оккупации во Вторую мировую войну бронзовые части памятника были сняты для переплавки, но постамент сохранился. В 1996 году он был восстановлен управлением варшавского водопровода. Однако он находится на закрытой охраняемой территории водопроводных сооружений, в связи с чем его посещение затруднено.

## Награды
российские
- орден Св. Анны 3-й ст. с бантом (1849)
- орден Св. Владимира 4-й ст. с бантом (1854)
- орден Св. Владимира 2-й ст. (1876)
- орден Белого орла (1882)

иностранные
- австрийский орден Железной короны 3-й ст. (1849)

## Семья
Имел трёх сыновей и дочь: Александр (15.03.1856—24.11.1883), Константин (17.09.1858—23.09.1906), Дмитрий (11.02.1863—01.03.1920), Мария (08.09.1865—?).